# Франческо Мария I делла Ровере
Франческо Мария I делла Ровере (итал. Francesco Maria I della Rovere; 25 марта 1490, Сенигаллия — 20 октября 1538, Пезаро) — четвёртый герцог Урбино (первый из рода Делла Ровере), полководец, участник Итальянских войн.

## Семья
Родители Франческо Марии происходили из богатых семейств центральной Италии: Джованни делла Ровере, племянник Сикста IV, стараниями папы сделался герцогом Арче и Соры, а мать, Джованна да Монтефельтро, принадлежала к знатному роду герцогов Урбинских. Благодаря родству с урбинской династией Франческо Мария был усыновлён Гвидобальдо да Монтефельтро (своим дядей) и Елизаветой Гонзага, не имевшими собственных детей, и впоследствии сам стал герцогом.
В 1509 году Франческо женился на Элеоноре Гонзага, дочери маркграфа Мантуи. У них родилось пятеро детей, доживших до взрослого возраста. Старший сын, Гвидобальдо делла Ровере, унаследовал титулы отца, а дочери вышли замуж за отпрысков тосканской и феррарской аристократии.

## Ранние годы
Франческо Мария I родился в Сенигаллии  — родовом владении делла Ровере на востоке Италии. В декабре 1502 года Франческо и его мать (отец к тому времени скончался) были изгнаны из города войсками Чезаре Борджиа. Беглецы нашли приют у дяди Франческо Марии, Гвидобальдо да Монтефельтро, правителя Урбино, который и сам находился в изгнании, также пострадав от захватнической политики Чезаре. Но уже через полгода семья Монтефельтро вернулась на урбинский трон, а вскоре Гвидобальдо усыновил Франческо Марию, сделав его своим наследником (итал. Prefettino). Спустя четыре года Франческо Мария делла Ровере стал герцогом Урбинским.

## Первый военный опыт
B 1508 году дядя Франческо Марии по отцу, папа римский Юлий II, назначил племянника капитан-генералом Церкви. В этом качестве он участвовал в войне Камбрейской лиги, где папская армия противостояла войскам Франции и Феррары. B 1510 году объединённые папские и венецианские силы под командованием делла Ровере взяли Модену и подошли к столице Феррарского герцогства, но затем ход кампании поменялся — в мае 1511 года французская армия по командованием Джан Джакомо Тривульцио с налёта захватила Болонью, находившуюся под властью Юлия II. Наместник папы кардинал Алидози бежал, не предупредив Франческо Марию о приближении французов. Папские войска вынужденно отступили в Романью. В Равенне обозлённый делла Ровере собственноручно убил Алидози, что в дальнейшем сослужило ему дурную службу. 11 апреля 1512 года Франческо Мария сражался против французов при Равенне, где ни одна из сторон не смогла добиться решающего успеха. Через некоторое время обескровленная французская армия вернулась на родину.

## Потеря Урбино.Урбинская война
B 1513 году умер покровитель Франческо Марии — папа Юлий. Новым понтификом был избран Джованни Медичи, принявший имя Льва X. После окончания войны с Францией папа решил расширить семейные владения и конфисковать герцогство Урбино в пользу своего племянника Лоренцо. Предлогом стало убийство кардинала Алидози, совершённое Франческо Марией пять лет назад. Летом 1516 года войска папы перешли границы Урбино и, разбив солдат герцога, заняли его столицу. Франческо Мария вместе с женой и мачехой бежал в Мантую.
Но Франческо не смирился с потерей герцогства. В январе 1517 года он навербовал армию из 7600 человек, одержал несколько побед над отрядами папских кондотьеров и с триумфом вступил в Урбино. Войска, вновь посланные Львом X против Франческо Марии, также потерпели поражение. Однако нехватка средств, чтобы платить своим солдатам, не позволила герцогу продолжать войну. В сентябре 1517 года был заключён мирный договор между ним и папой, по которому Франческо Мария мог свободно выехать в Мантую. Окончательно вернуть Урбино он смог лишь после смерти Льва X в конце 1521 года: жители герцогства взбунтовались, гарнизоны папы не проявили большого желания воевать, и новый поход Франческо Марии, как и предыдущий, закончился безоговорочным успехом. Договор со Святым Престолом от 18 февраля 1522 года подтвердил права делла Ровере на Урбино.

## Конец жизни
В очередной итальянской войне герцог Урбинский командовал венецианскими войсками, в следующей — войсками Святого Престола, оба раза без особого успеха. Делла Ровере участвовал в битве при Бикокке (1522), проигранной французами и венецианцами, а в кампании 1527 года не смог помешать действиям наёмников Карла V, разграбивших Рим. 
Умер Франческо Мария в 1538 году; как утверждал его сын, он был отравлен Луиджи Гонзага и Чезаре Фрегозо, их вина не была доказана, хотя Гвидобальдо делла Ровере много лет добивался суда. Это убийство, как считается, легло в основу гамлетовской пьесы в пьесе «Убийство Гонзаго».

### Возможные обстоятельства смерти
Как предполагалось, герцог был отравлен, возможно, во время одного из своих посещений Венеции, смерть последовала 6 недель спустя. Эта смерть и её причины широко обсуждались в Италии и за её пределами. Согласно хронике Джироламо Мария да Венеция, думали, что Франческо Марию убил его цирюльник. Опубликованные Лудовико Муратори «Анналы Италии» под 1538 годом указывают манускрипт, согласно которому убийцей был Луиджи Гонзага (по прозвищу Родомонте). Эта версия позже встречается у таких историков как Сарди, Репосати и Тондини. В дальнейшем историки писали, что кто бы ни был автором идеи, все соглашались, что исполнителем был цирюльник, который поместил яд в ухо герцога. Согласно опубликованным документам, после кончины герцога тело его было обследовано и следы яда найдены; цирюльника по приказу сына покойного Гвидобальдо делла Ровере пытали, и под пытками он признался, что сделал это по указанию Луиджи Гонзага (кузена Элеоноры) и его свояка, кондотьера Чезаре Фрегозо. Причины, зачем Луиджи мог заказать это убийство — неясны, хотя отношения между герцогом и Луиджи не были гладкими: за несколько лет до этого герцог воспротивился тому, чтобы венецианский Сенат дал Луиджи должность капитана пехоты, а Фрегозо — капитана кавалерии. К моменту же смерти герцога Луиджи уже стал Generalissimo венецианской армии.
Луиджи Гонзага узнал об обвинениях Гвидобальдо, находясь далеко от места событий. Он резко отрицал своё участие, и ближайшие несколько лет были заняты попытками Гвидобальдо отомстить за отца, а Луиджи — найти защиту. В итоге новый герцог инициировал юридическое обвинение, а Луиджи нашёл врача, который засвидетельствовал, что герцог умер не от яда, и воззвал к папе римскому; затем обе стороны обратились за правосудием к императору, затем Луиджи обратился к французскому королю. В итоге, спустя несколько лет такой переписки, Венецианская республика, где жил обвиняемый, отказала в открытии дела. Позже в склоку на стороне урбинского герцога включился Пьетро Аретино, заклеймивший Гонзага и Фрегозо, однако уже в письме от 1540 года он извинялся за то, что связал имена двух «таких достойных людей с преступлением мерзкого брадобрея». Те потребовали 100 тыс. компенсации за клевету. Гвидобальдо опять обратился к папе, который сказал, что ничего не может сделать. В 1541 году Фрегозо попал в плен к правителю Милана маркизу дель Васто; сохранилось письмо от Гвидобальдо к маркизу, в котором он просит не убивать его, пока он не раскроет свою тайну. В плену Фрегозо умер. В 1543 году Гвидобальдо прекратил преследовать своего врага, умершего своей смертью в 1549 году.
Шекспировед Буллоу подчеркивает, что сам способ убийства отца Гамлета был взят Шекспиром непосредственно из истории смерти урбинского герцога (в скандинавской Легенде о Гамлете, откуда драматург взял крайне много, король просто зарезан в пиршественной зале, нет и никакого сада). Кроме того, исследователь указывает, что сцена сравнения Гамлетом портретов двух братьев-королей — тоже отсутствует в исходной версии легенды. Однако имеется письмо Пьетро Аретино, в котором тот очень подробно со всяческими превосходными эпитетами расхваливает портрет урбинского герцога, написанный Тицианом, и внешность с моральным обликом этого монарха. Гравюра с этого портрета с сопроводительной надписью была напечатана у Паоло Джовио в «Elogia virorum bellica virtute illustrium» (1575).

## Образ в искусстве

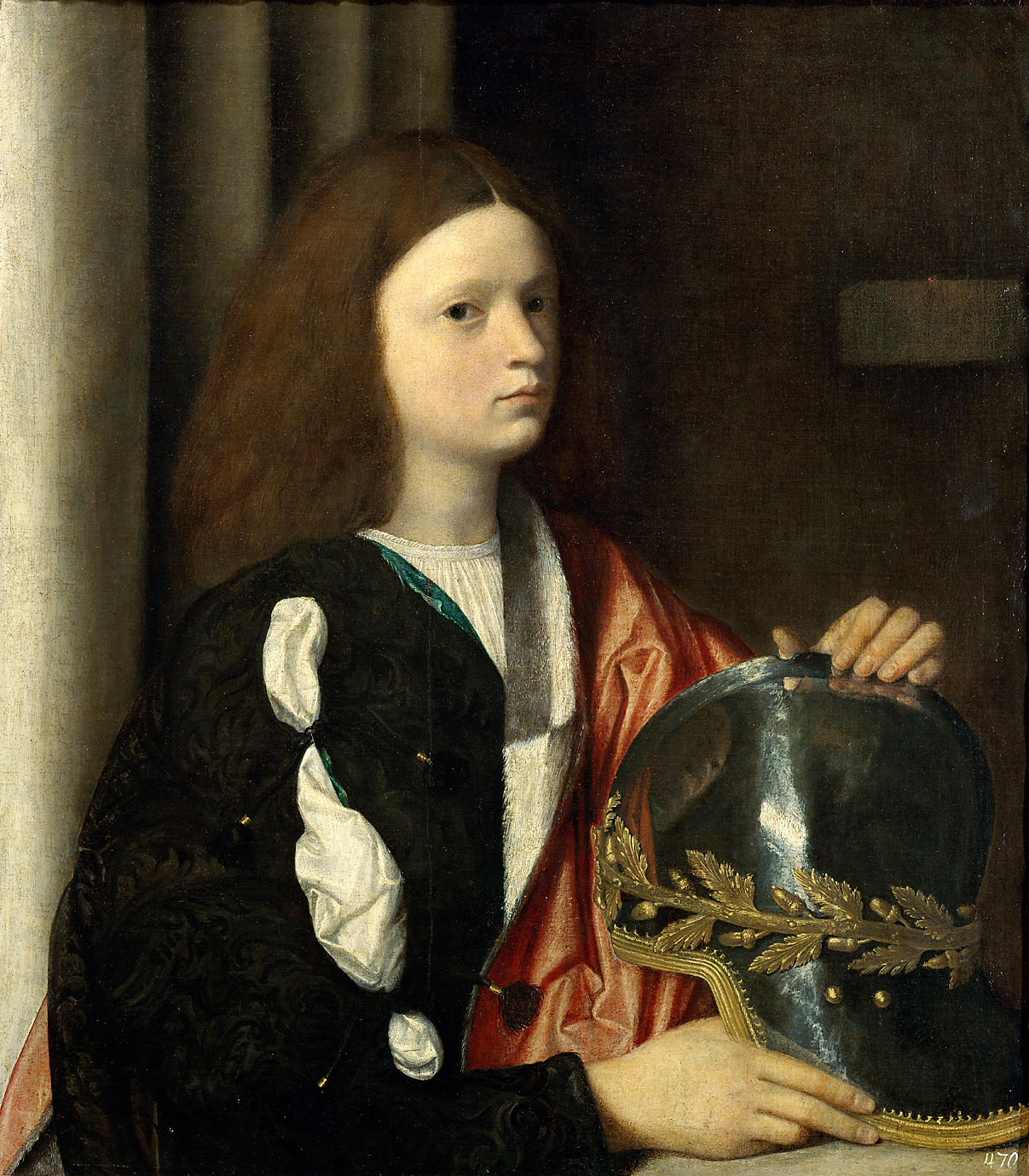
Портрет Франческо Марии делла Ровере (Джорджоне)

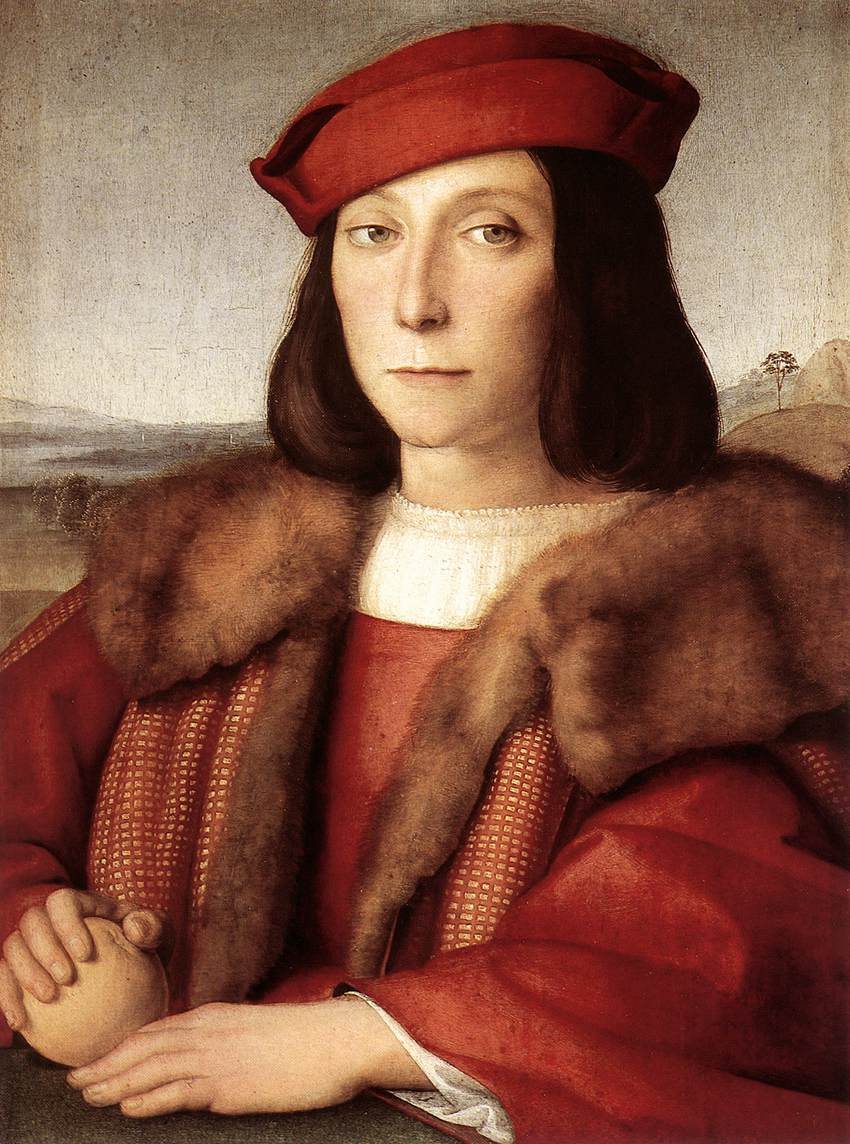
Юноша с яблоком (Рафаэль)

Существуют несколько портретов, написанных мастерами эпохи Возрождения, которые изображают (предположительно) юного Франческо Марию делла Ровере. Это портрет кисти Джорджоне (1502, хранится в Музее истории искусств в Вене), «Юноша с яблоком» Рафаэля Санти (1505, Уффици, Флоренция), изображение юноши в белой накидке в левой части «Афинской школы» (1511, Апостольский дворец, Ватикан). Взрослый герцог Урбинский запечатлён на портрете Тициана (1537, Уффици). По заказу делла Ровере Тициан написал одну из обессмертивших его работ — «Венеру Урбинскую».
Франческо Мария является одним из персонажей трактата Бальдассаре Кастильоне «О придворном» (опубликован в 1528 году), где описывается урбинский двор герцога Гвидобальдо.
Также многие исследователи полагают, что «Убийство Гонзаго» — пьеса, упоминаемая в «Гамлете» Шекспира — была художественной обработкой событий, связанных со смертью Франческо Мария I делла Ровере.

## Комментарии
1. ↑  Интересно, что ранее Джованни Медичи был в числе кардиналов, оправдавших Франческо Марию в совершении этого преступления.